# Часовня Губерта (Дюссельдорф-Ангермунд)
Часовня Губерта (нем. Hubertuskapelle) — католическая часовня, построенная в стиле барокко в административном районе Дюссельдорф-Ангермунд и освящённая в честь святого Губерта — покровителя охотников. Часовня относится к церкви святого Ремигия в административном районе Дюссельдорф-Виттлаер (церковный деканат Дюссельдорф-Норд) и раньше служила для охотников молитвенным местом перед охотами и местом благодарений после удачных охот. Сегодня она осталась единственной общедоступной часовней в Дюссельдорфе, находящейся рядом со средневековым рыцарским замком.

## История
Сообщения о часовне, находившейся в ста метрах непосредственно перед воротами рыцарского замка Гросс-Винкельхаузен, находит подтверждение в документах 1436 года и начала XVII века. Однако, современное здание часовни было построено во второй половине XVIII века. Сюда в XVIII веке от церкви св. Ремигия в Виттлаере ежегодно на католический праздник Тела Христова направлялась процессия.
В первой половине XX века сюда же, при участии школьников, организовывался большой крестный ход в день перед Вознесением Христовым. Немного ранее в крестном ходе принимали участие конные всадники, члены братства охранников Виттлаера. Эти процессии были прекращены в 1967 году из-за аварийного состояния часовни. После восстановления часовни в 1984 году, к ней возоблены покаянные церковные шествия. Они проходят ежедневно в пятницу перед Вербным воскресеньем. В заключение церковной службы, присутствующие получают благословение.
Первоначально часовня принадлежала господам фон Винкельхаузен, но после того, как она досталась по наследству графу фон Хатцфельд, часовня была подарена городу Дюссельдорфу.

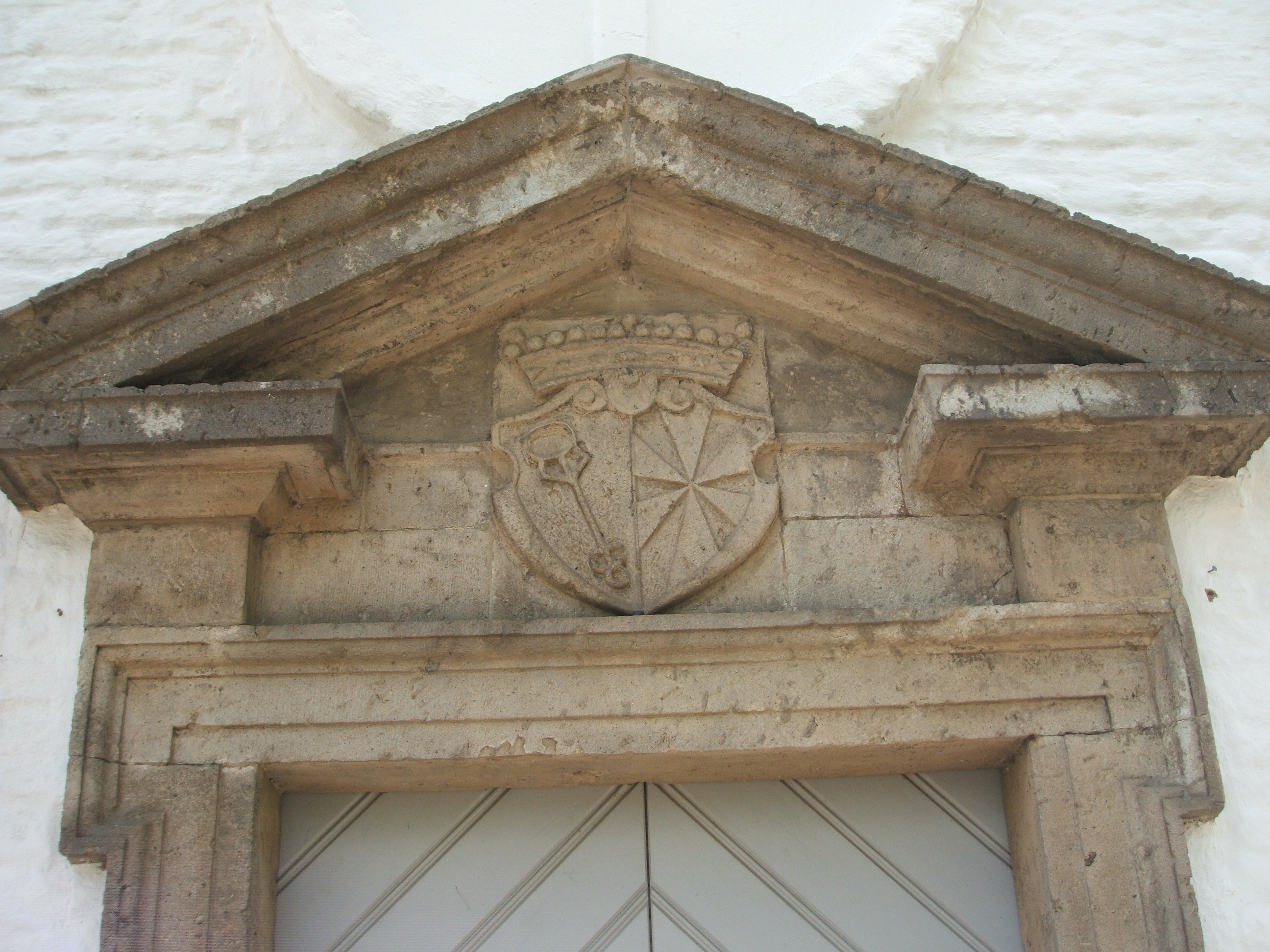
Двойной герб господ, управлявших часовней

## Архитектура
Часовня имеет простую прямоугольную форму с изогнутым западным фронтоном, изогнутой апсидой и башенкой колокольни на коньке крыши. Внутри входного портика находится двойной герб, означающий союз господ фон Винкельхаузен и благородного семейства Вальдботт фон Бассенхайм и датируемый 1730 годом. На боковых сторонах часовни расположены по два полукруглых окна. Раньше в алтаре находилось изображение святого Губерта, а по стенам висели оленьи и косульи рога.
Согласно документам 1906/1907 годов, граф фон Хатцфельд разрешил произвести обновление часовни. В ней были помещены 12 изображений апостолов, написанных маслом и все необходимые литургические сосуды. Два входных окна были замурованы. Снаружи остались только профили из голубого ахенского камня, позволяющие предполагать, что окна были зарешёчены и без стёкол, создаваших возможность обозревать внутреннее убранство часовни. Апсида была окрашена голубой краской с золотыми звёздами. Над несуществующей ныне оригинальной дверью осталось замурованное круглое окно.
Последняя реставрация, произведенная в 1981/1982 годах, ограничилась только самым необходимым. Подпорченные дубовые стропила над алтарём заменили новыми пихтовыми, а со стен удалили старую штукатурку и краску. Замурованные передние окна и двери для дополнительной защиты оснастили железными решётками и прочным плексигласом. На реконструированной колоколенке вновь повесили колокол, спасённый жителями во время войны. Во время служб его приводят в действие с помощью каната.

## Современное состояние
В 2010 году часовня вновь оказалась под угрозой разрушения. На её реставрацию необходимы 278 тысяч евро. Но конкретных планов и срока санации нет. К тому же, всего в 25 метрах к востоку от часовни ведётся строительство автобана А59 с совершенно неясными перспективами для сохранения часовни. Вместе с тем, часовня является памятником архитектуры и находится под охраной закона.